# Üvegházi molytetű
Az üvegházi molytetű vagy házi liszteske (Trialeurodes vaporariorum) a rovarok (Insecta) osztályának félfedelesszárnyúak (Hemiptera) rendjébe, ezen belül a liszteskék (Aleyrodidae) családjába tartozó faj.

## Előfordulása
Az üvegházi molytetű az egész világon megtalálható. Rendszeresen előfordul és gyakori.

## Megjelenése
Az üvegházi molytetű 1 milliméter hosszú. A liszteskék öregcsaládjába tartozik, melyek legjobb ismertetőjegye a puparium. A lárvák ebben a hát- és haspajzsból álló, ovális körvonalú, domború bölcsőben fejlődnek ki, amely viaszszegélyével tapad a levélre. Az imágó lepkéhez hasonlít, szárnyait azonban háztetőszerűen tartja, és azok – testével együtt – lisztszerű viaszporral finoman behintettek.

## Életmódja
Az üvegházi molytetű növényházakban, szobai növényeken él; délen a szabadban is előfordul, különböző növények levelének fonákján tartózkodik. Az árnyékos, párás helyeket kedveli.

## Szaporodása

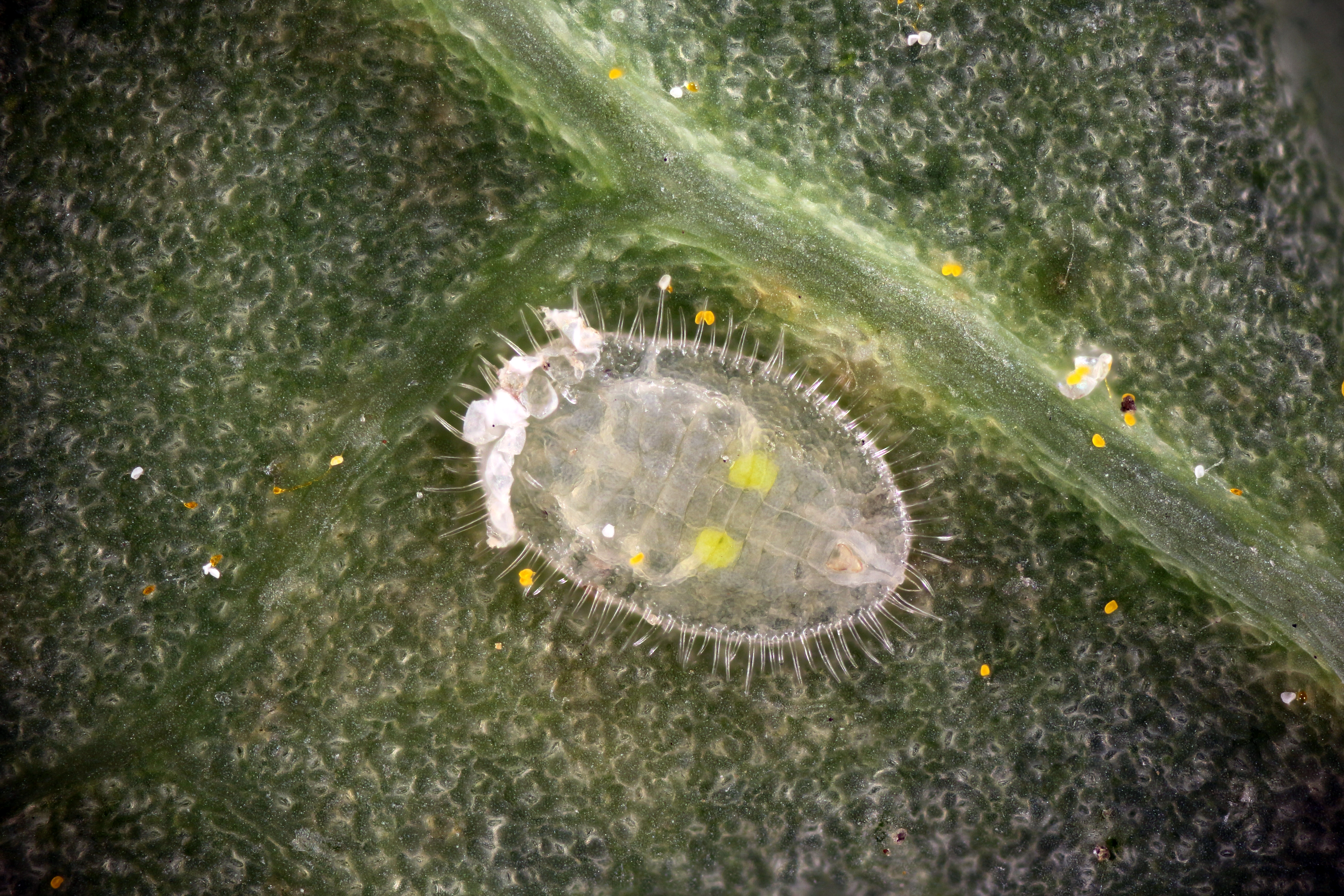
Üvegházi molytetű lárvája mikroszkópos felvételen

Az üvegházi molytetvek túlnyomórészt ivaros úton szaporodnak.